# Civilization II
Sid Meier’s Civilization II ist ein 1996 erschienenes Globalstrategiespiel für Microsoft Windows des US-amerikanischen Herstellers MicroProse. Es ist der direkte Nachfolger zu Civilization und der zweite Teil innerhalb der Spieleserie Sid Meier’s Civilization. Von Namensgeber Sid Meier stammt in diesem Fall nur die Originalidee des Spiels, an der Entwicklung war er nicht weiter beteiligt. Entwickelt wurde Civilization II von Brian Reynolds, der bereits zuvor maßgeblich an Colonization mitgewirkt hatte, sowie Douglas Caspian-Kaufman und Jeffery L. Briggs. Ein Jahr nach Veröffentlichung erschien eine Version für Mac OS und PlayStation.
Es gab zwei Erweiterungen: Conflicts in Civilization enthielt 20 neue Szenarien, wovon 8 von Fans erstellt wurden. Zudem wurde die Makrosprache zur Erstellung neuer Szenarioskripte überarbeitet. Die zweite Erweiterung Fantastic Worlds beinhaltete einzigartige Schauplätze wie etwa die Besiedlung des Mars, Midgard oder die auf weiteren MicroProse Spielen wie X-COM, Master of Orion und Master of Magic basierten. Zudem wurde der Szenario-Editor erweitert. Im Dezember 1998 erschien mit Civilization II: Multiplayer Gold Edition eine Wiederveröffentlichung, die Grundspiel mit beiden Erweiterungen vereinte. Mit Civilization II: Test of Time erschien 1999 ein Remake.

## Entwicklung
Der Arbeitstitel hieß Civilization 2000. Anregungen der Fans sollten aufgegriffen werden. Offiziell angekündigt wurde das Spiel erst als man sich bereits in der Phase des Feinschliffs befand.

## Spielprinzip
Inhaltlich bleibt Civilization 2 nah am Vorgänger. Man gründet mit Siedlern neue Städte, wo Gebäude aufgebaut und Einheiten produziert werden, mit dem Ziel das Reich zu vergrößern. Auf Gegner kann diplomatisch als auch militärisch reagiert werden. Es ist jedoch auch möglich, etwa durch wissenschaftliche Vorherrschaft das Spiel zu gewinnen und den Weltraum zu erobern. Im Vergleich zum Vorgänger wurde jedoch die Draufsicht in eine isometrische Ansicht geändert, welche die Reihe beibehielt. Die SVGA-Auflösung erlaubte den Entwicklern, die Landschaft mit mehr Details darzustellen. Ein Karteneditor erlaubt, eigene Spielwelten zu erstellen, wobei die Verteilung der Ressourcen durch das Programm erfolgt. Zudem lassen sich historische Konflikte nachspielen. Der Technologie-Baum wurde stark erweitert und das Endspiel inhaltlich aufgewertet. Für Experten wurde außerdem eine weitere Schwierigkeitsstufe eingefügt. In das Spiel wurde erstmals eine Enzyklopädie integriert.

## Rezeption
Die neuen Ideen seien griffig und stets sinnvoll. Die verbesserte Stadtinfo hebe merklich den Komfort. Keine Einheit kann nicht gekontert werden. Auch die Balance der Weltwunder wurde überarbeitet. Lediglich das Fehlen einer Mehrspielerfunktion falle negativ auf. Das Spiel bleibe vielschichtig und ausgeklügelt. Größter Kritikpunkt sei der Bedienkomfort, der nicht mit Konkurrenzprodukten mithalten könne. Es handele sich um einen würdigen Nachfolger, trotz der tristen Präsentation. Civilization 2 glänze durch Spieltiefe und Spielidee. Es sei komplex und herausfordernd. Lediglich im Kampfsystem zeigen sich Schwächen, da Einheiten nicht zusammengezogen werden können, werden Märsche zeitintensiv. Die Online-Hilfe mache den Titel auch für jüngere und Gelegenheitsspieler interessant. Die Grafik sei veraltet, die vier unterschiedlichen Musiktitel kämen in mäßiger Qualität.
Innerhalb Deutschlands, Österreich und der Schweiz verkaufte sich Civilization II über 100.000 Mal. Dies wurde mit dem VUD Award in Gold ausgezeichnet.

## Klone
Die Open-Source-Variante des Spiels namens Freeciv hat eine möglichst große Regelkompatibilität zu Civilization II zum Ziel. Freeciv wurde unter anderem auf die Plattformen GNU/Linux, BSD, Unix, AmigaOS, macOS und Windows portiert.
Es existiert eine weitere Variante des Spiels namens C-evo, die mit Borland Delphi entwickelt wurde. Sie wurde entwickelt, um Gestaltungsfehler und KI-Schwächen von Civilization II zu korrigieren. Das Spiel liegt nur als Windows-Version vor. Der Quelltext steht zum Download bereit, wurde aber nicht unter einer freien Lizenz veröffentlicht.